# Przedział dla pań
Przedział dla pań – powieść piszącej po angielsku indyjskiej pisarki Anity Nair. W oryginale (w języku angielskim) została wydana w 2001 roku, w tłumaczeniu na polski (Hanny Pustuły) w 2004 roku. Książka ta jest opowieścią o sześciu kobietach jadących pociągiem przez Indie. Punktem wyjścia jest pytanie jednej z nich stojącej przed decyzją zmiany swego życia. 45-letnia niezamężna Akhila zastanawia się, czy kobieta może żyć sama, nie spełniając oczekiwań rodziny. Dzieląc ze sobą przedział przeznaczony tylko dla kobiet, bohaterki książki opowiadają sobie historie swego życia. Pozycję tę wydano w formacie A5. Liczy 254 stron i zawiera słowniczek nazw charakterystycznych dla opisywanej kultury.